# Pol·len

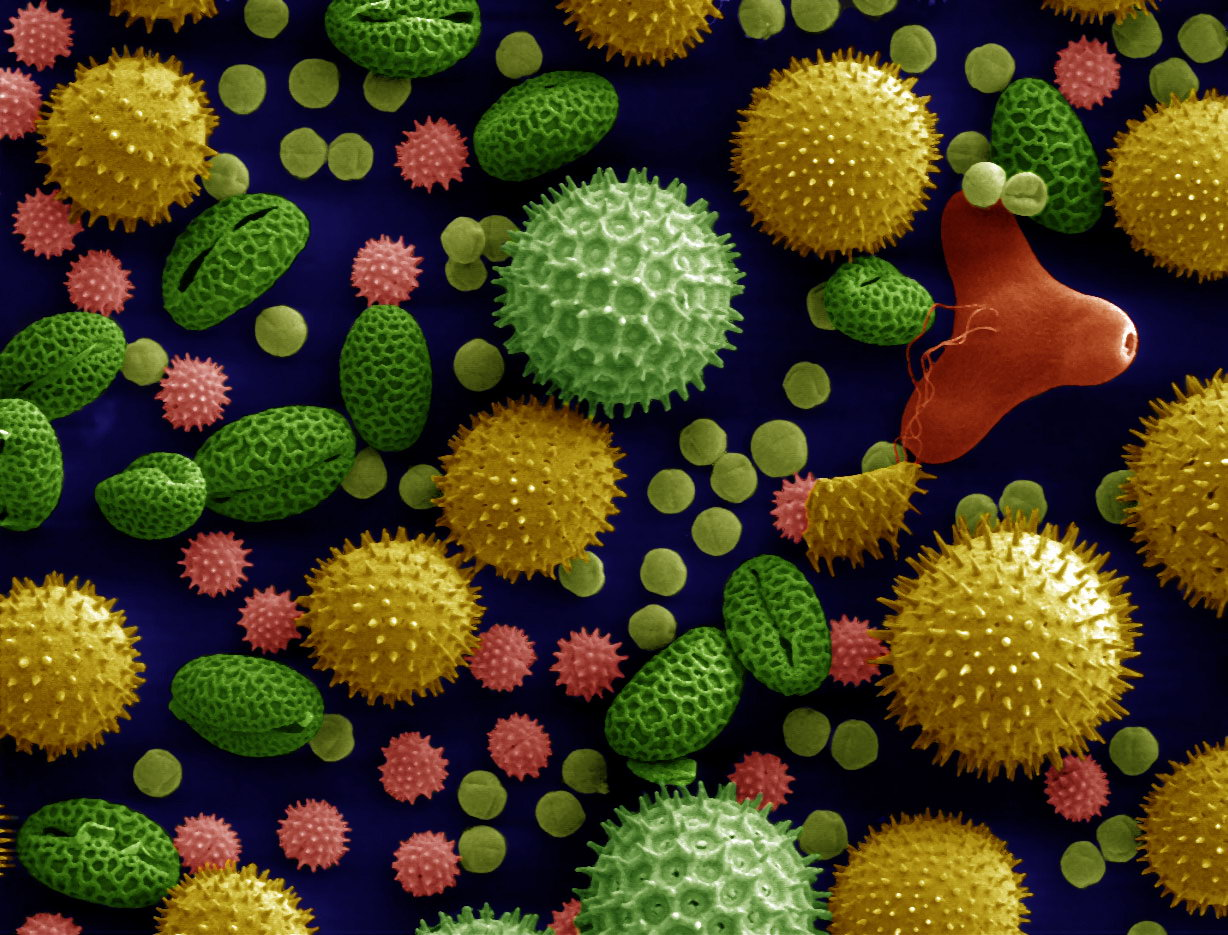
Imatge molt ampliada de diferents grans de pol·len

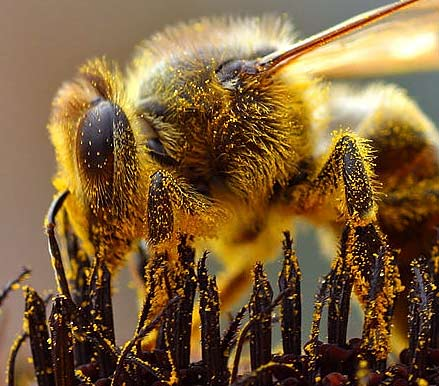
Grans de pol·len en el cos d'un pol·linitzador

El pol·len, gra de pol·len o àmec és l'element fecundador mascle en els vegetals superiors i correspon a una micròspora. En els vegetals inferiors és l'espora. Els grans de pol·len són minúsculs grans de forma més o menys ovoide d'unes poques desenes de micres de diàmetre i que es troben dins de les anteres dels estams.

## Etimologia
La paraula catalana pol·len deriva de la paraula grega "palè" que significava "farina" o "pols".

## Descripció
Com l'òvul el gra de pol·len és un gametòfit i correspon a la fase haploide de desenvolupament del vegetal. Es compon habitualment de dues cèl·lules i comporta dos nuclis haploides, on el més gran és el nucli vegetatiu i l'altre el nucli reproductor. Està tancat dins un embolcall resistent que disposa d'unes obertures, punts de menor resistència que permeten l'emissió del tub pol·línic destinat a fecundar l'òvul. El pol·len amb tres obertures, pol·len tricolpat, determina un dels clades més importants de les angiospermes, les eudicotiledònies, aquesta característica les diferencia de les angiospermes basals i de les monocotiledònies que només tenen una única obertura, pol·len monocolpat.
El pol·len es forma en tètrades (grups de 4 micròspores germanes), però es dissemina individualment, més rarament en tètrades o en masses encara més grans anomenats pol·linis. Mesura entre 5 i 100 micres, i és de forma entre esfèrica i allargada. Excepte en el cas d'algunes plantes aquàtiques submergides, el gra de pol·len madur té una paret doble, una paret molt resistent anomenada esporodermis formada, a la vegada, per dues capes principals: intina (cel·lulòsica, prima, flexible, que permet el desenvolupament del tub pol·línic) i l'exina cuticularitzada, rígida i resistent mecànicament i químicament. L'exina sovint presenta espines o berrugues, o està esculpida amb formes diverses, i això permet identificar els diferents gèneres, espècies i en alguns casos fins i tot les cultivars de les plantes. En algunes plantes amb flors, la germinació del gra de pol·len sovint comença abans que surti l'esporangi.
L'exina conté lignina i, sobretot, esporopol·lenina, substància terpènica molt resistent que permet la persistència de pol·len al medi sense patir la seva destrucció. L'exina té una capa interna, l'endexina, fibrosa, més cel·lulòsica i una capa externa, l'ectexina, més dura i d'estructura molt complexa i, sovint, molt ornamentada.
Per tal de permetre la germinació i la formació del tub pol·línic, els grans de pol·len presenten unes obertures (solucions de continuïtat de l'exina) particulars en forma de porus (arrodonits) o colps (solcs allargats). Els pòl·lens més primitius tenen un sol colp (monocolpats); els de caràcter més derivat tenen molts porus (pantoporats).

## Nutrició
El pol·len conté una forta proporció de proteïnes (de 16% a 40%) contenint tots els aminoàcids coneguts i nombroses vitamines especialment la C.

## Contaminació atmosfèrica
El pol·len es considera un contaminant atmosfèric. La presència de grans de pol·len a l'atmosfera provoca l'al·lèrgia al pol·len en determinades persones i existeix una xarxa d'observació que determina el percentatge de pol·len en el medi ambient per a preveure el risc d'al·lèrgia.

## Palinologia
El nombre i la disposició de les obertures dels grans de pol·len tenen molta importància filogenètica i sistemàtica i l'estudia la ciència de la palinologia. És possible identificar una espècie vegetal per l'observació al microscopi de la forma dels seus grans de pol·len i això permet per exemple discriminar si una mel està feta amb el nèctar d'una determinada espècie vegetal i detectar mescles i fraus. Altres aplicacions de la palinologia és donar informació sobre els climes antics d'una zona en determinar quines plantes hi havia abans.

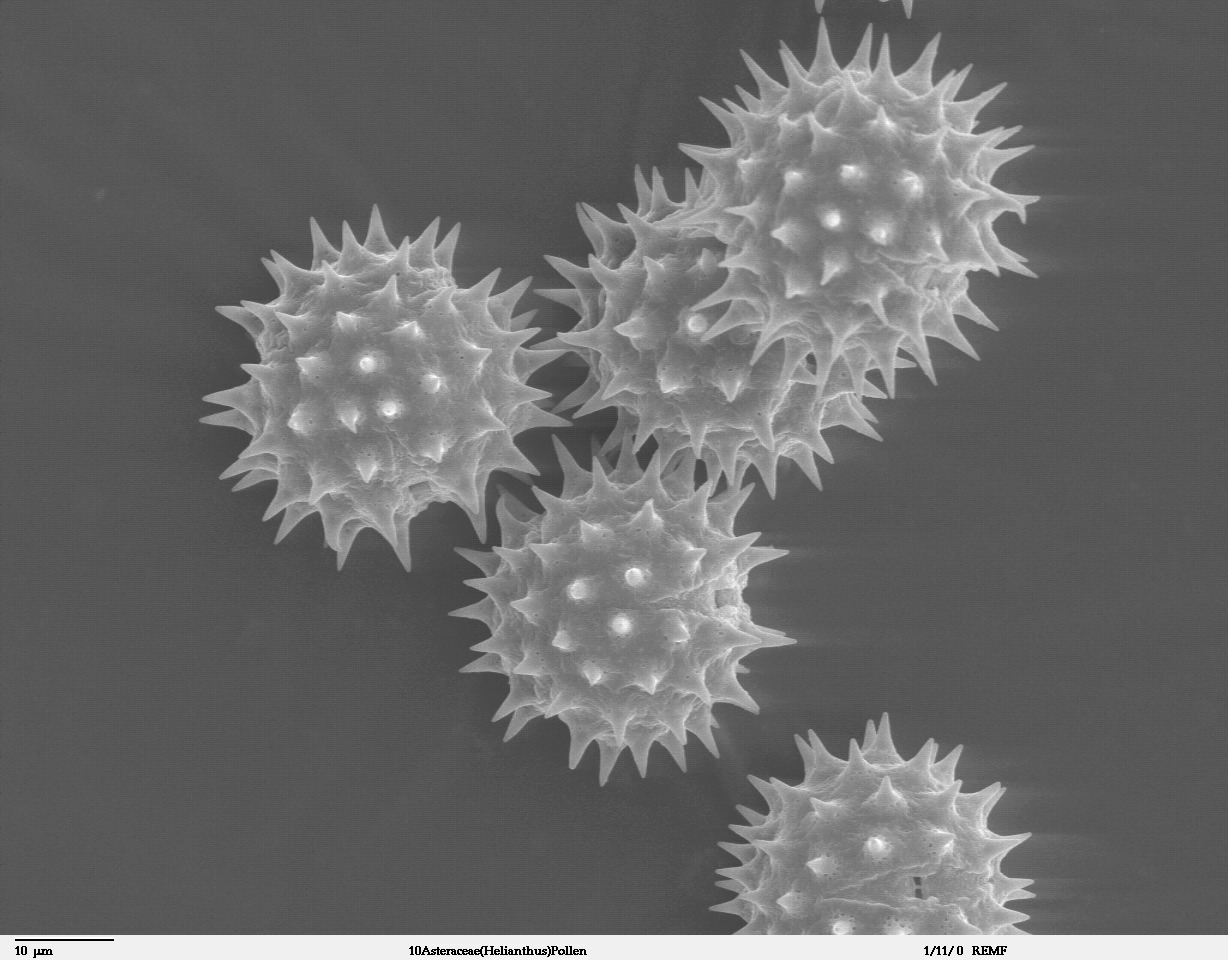
Pol·len de gira-sol
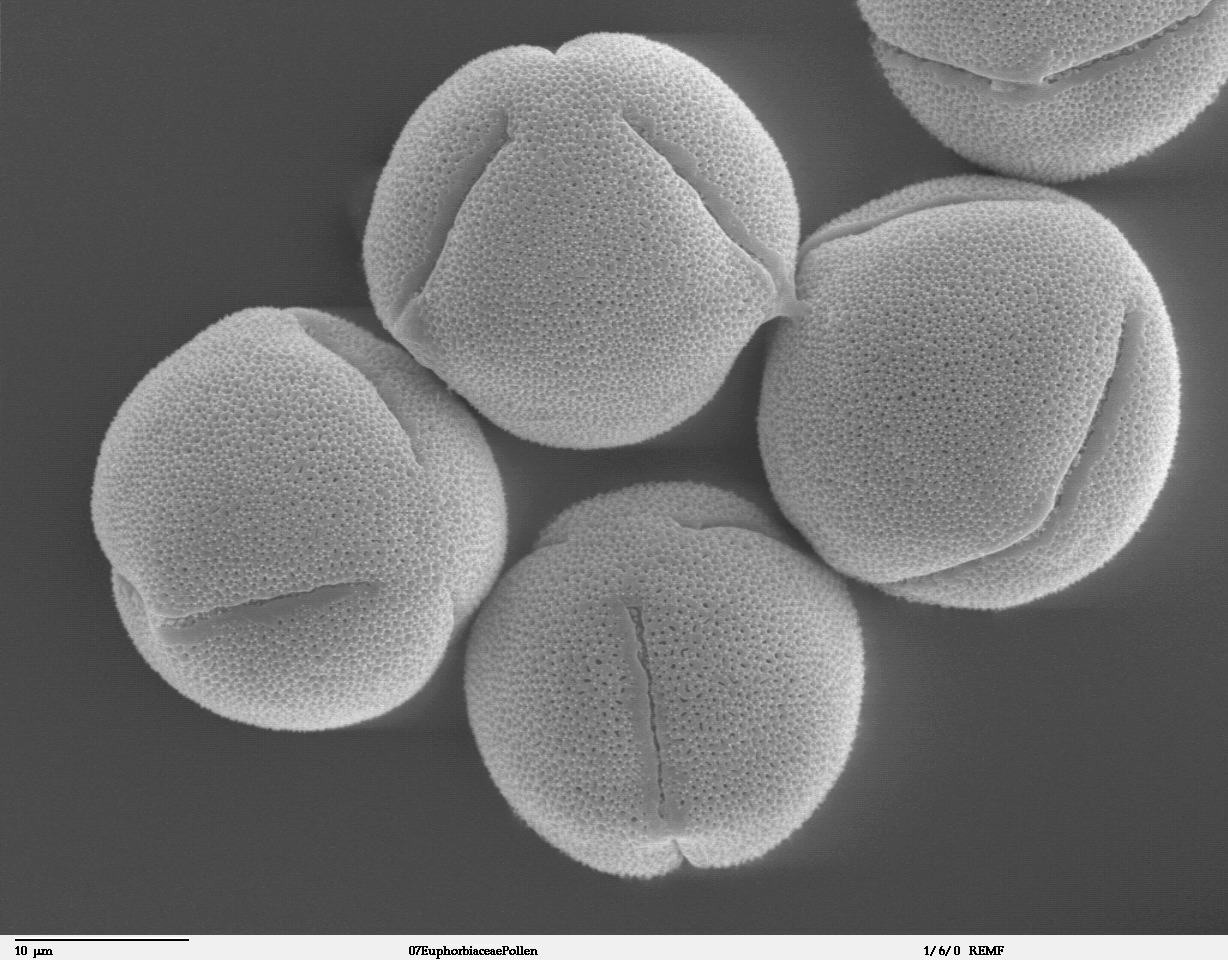
Pol·len de ricí
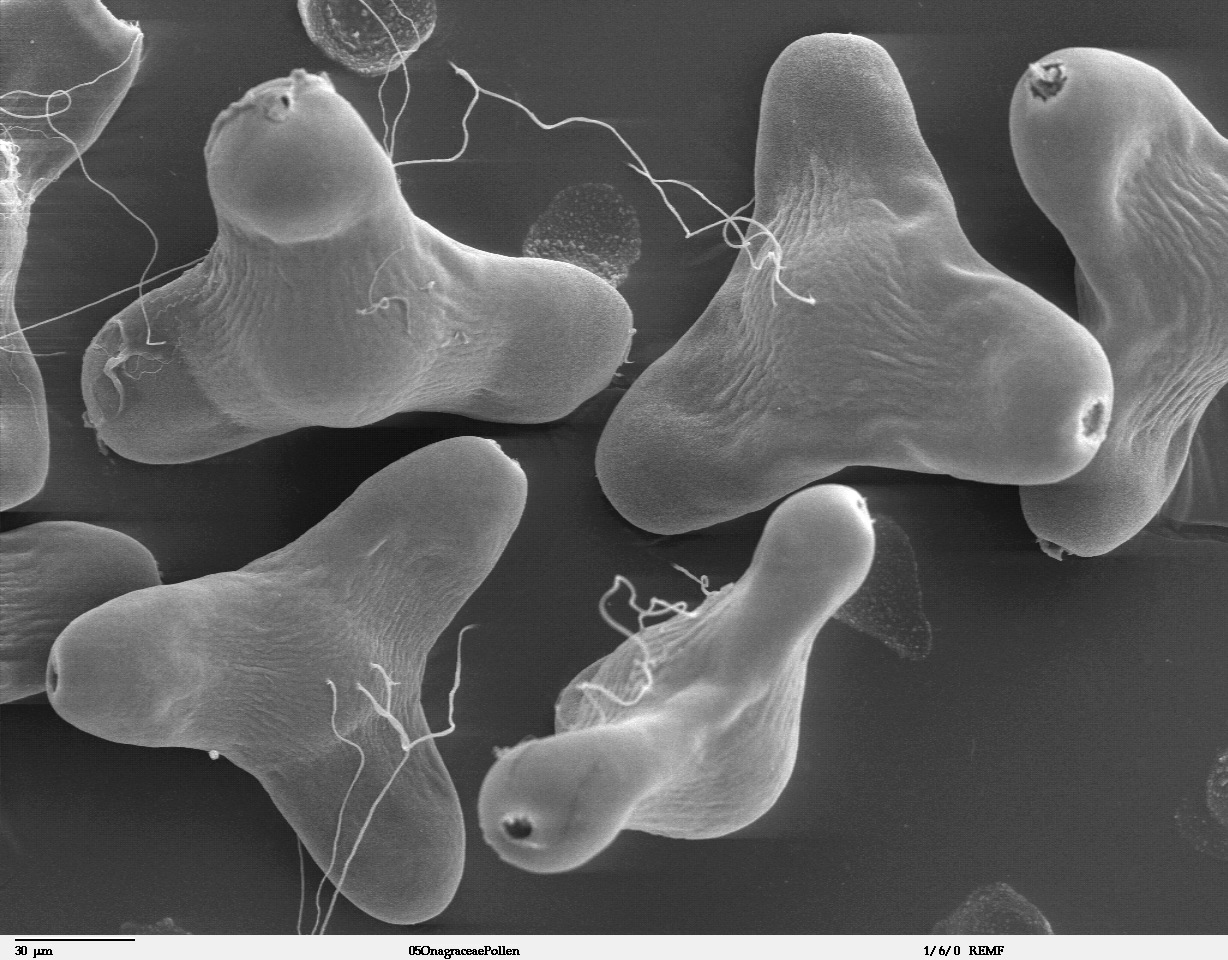
Pol·len d'Oenothera fruticosa
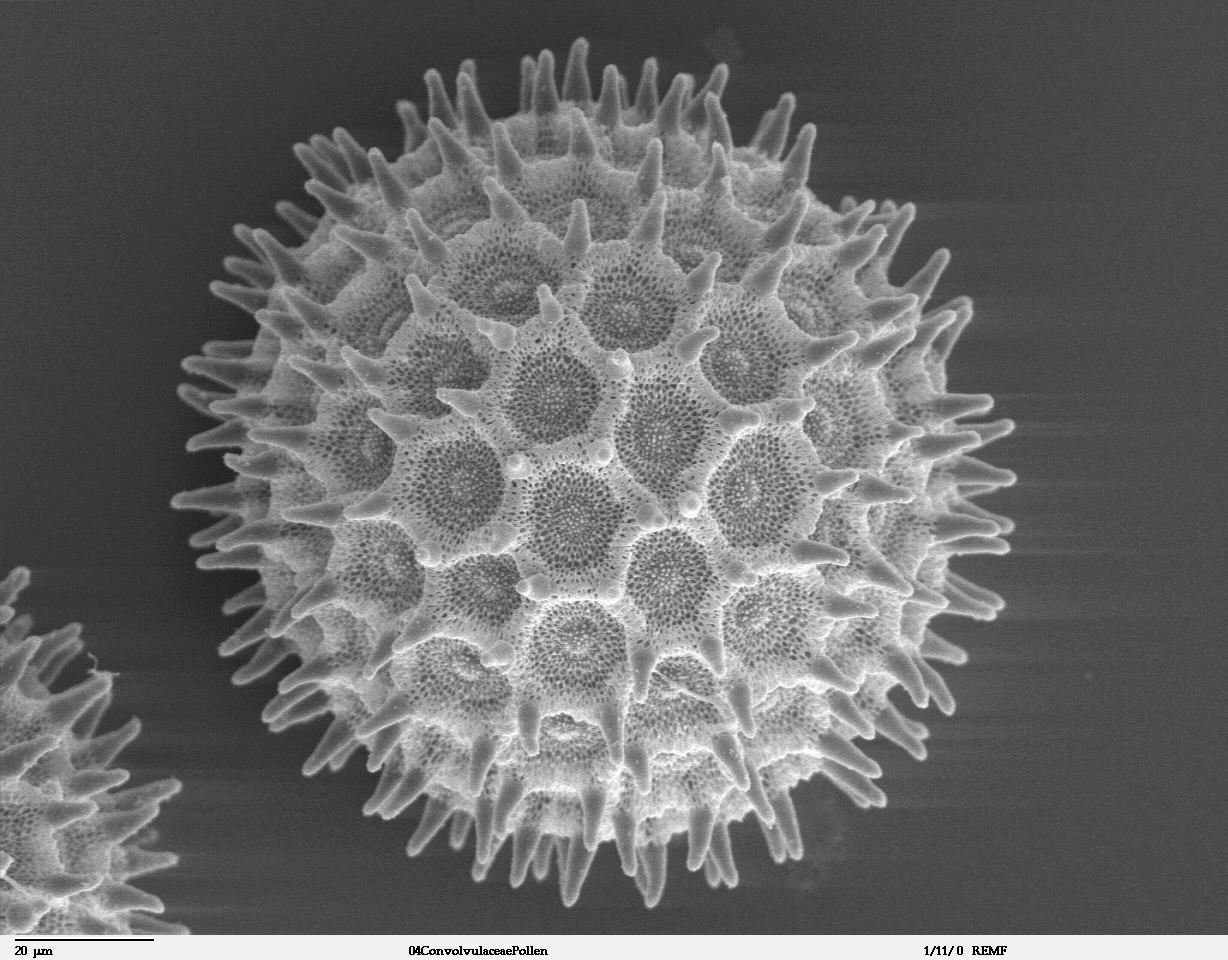
Pol·len d'Ipomoea purpurea